# Philadelphia (Mississippi)
Philadelphia település az Amerikai Egyesült Államok Mississippi államában, Neshoba megyében, melynek megyeszékhelye is. Lakosainak száma 7118 fő (2020. április 1.).

## Népesség
A település népességének változása:

| 2010 | 7 477 |
| 2020 | 7 118 |